# Daniel Oprița
Daniel Ionel Oprița (Drăgănești-Olt, 10 agosto 1981) è un allenatore di calcio ed ex calciatore rumeno, di ruolo centrocampista o attaccante, tecnico del CSA Steaua Bucarest.

## Caratteristiche tecniche
Nonostante inizì a giocare come attaccante, Oprița non segna molti gol, la sua capacità è quella di creare spazi per i compagni e fare assist. E un giocatore che si impegna molto ed è dotato tecnicamente, infatti per questo motivo svolge il ruolo di centrocampista.

## Carriera
Daniel Oprița ha iniziato la sua carriera nel FCM Reșița nel 2000 nella Liga II, la serie B nel Calcio in Romania. Nel 2002 si trasferì nella  Steaua București, dove milita nella Liga I . Daniel gioca per sette anni della sua carriera a Bucarest vincendo la Divizia A nel 2004-05 e 2005-06 e vince anche la Supercupa României nel 2005-06. Ha segnato 27 gol in 117 presenze, nella Steaua București.
Il 12 aprile 2007, si trasferisce agli eterni rivali sempre della stessa città nella FC Dinamo București firmando un quadriennale. Alla FC Dinamo București non ebbe molta fortuna infatti giocò soltanto 12 partite senza mai segnare . A fine stagione, nel 2008, ha firmato per FCM UTA Arad con sede ad Arad nella parte occidentale del paese.
Dopo una stagione con il club Daniel ha risolto il suo contratto e si trasferì nel sud-est della Spagna per giocare con il Lorca Deportiva CF in Segunda División B. Oprița non è riuscito a stabilirsi in Spagna è infatti non giocò molto. . Nel gennaio del 2009, andò in prestito al Aarau squadra della Svizzera Super League.
In seguito si trasferì nel FK Baku dove giocò solo 4 partite e segnò soltanto un goal alla fine della stagione 2008-2009 gioca 19 partite e segna solo 2 goal.
A fine stagione Oprita ritorna in patria per giocare per il Petrolul Ploiești dove porta in Liga I la squadra e trova un posto da titolare.
Nella stagione 2011-2012 alla prima giornata di campionato segna 2 goal contro i campioni in carica del Oțelul Galație la sua squadra vince 2-1 grazie alle 2 reti segnate da lui.
A gennaio 2013 nella sessione invernale del calciomercato si trasferisce in Russia nel Mordovia Saransk.

## Palmarès

### Giocatore

#### Competizioni nazionali
- Campionato croato: 2

Steaua Bucarest: 2004-2005, 2005-2006
- Coppa di Romania: 1

Steaua Bucarest: 2012-2013
- Supercoppa di Romania: 1

Steaua Bucarest: 2006
- Liga II: 1

Petrolul Ploiesti: 2010-2011